# Station Platja de Castelldefels
Platja de Castelldefels is een station van de Rodalies Barcelona. Het is gelegen in de gemeente Castelldefels.

## Lijnen
| Eindbestemming         | Vorig station | Lijn | Volgend station | Eindbestemming    |
| ---------------------- | ------------- | ---- | --------------- | ----------------- |
| Sant Vicenç de Calders | Garraf        |      | Castelldefels   | Granollers Centre |

## Ongeval 23 juni 2010
- Op woensdag 23 juni 2010, rond 23.30 uur, vond een ernstig treinongeval plaats bij het station, waarbij zeker 12 mensen om het leven kwamen. Een groep mensen die richting het strand wilden voor de viering van San Juan besloten om de sporen illegaal over te steken in plaats van de voetgangerstunnel onder de sporen te nemen. Zij werden aangereden door een hogesnelheidstrein.[1]